# サン＝ヴィゴール＝ル＝グラン
サン＝ヴィゴール＝ル＝グラン （Saint-Vigor-le-Grand）は、フランス、ノルマンディー地域圏、カルヴァドス県のコミューン。

## 地理
商業活動の重要な地域であるベッサン地方にあり、バイユーの北東に隣接する。数か所の住宅地を持つ。

## 由来
地名は、1066年頃にde S Vigoreつづりで記されたことが証明されている。
バイユーのヴィゴールは513年から537年までバイユー司教であり、自分の名を町につけ、そこに神学校を建てておそらく敷地内に埋葬された。6世紀のクロヴィスと同時代の人物であり、聖ヴァーストの弟子であった彼は、スル川の河口でノルマンディーに上陸し、バイユー司教に任命される前はルヴィエで隠者として暮らしていた。
le Grandとは、司教区の『主たる神学校』を意味する。町の中には小規模な神学校もあった。

## 歴史
聖ヴィゴールがキルデベルト1世の同意を得て神殿を破壊するまで、フェヌス山（mons Phœnus）はガリア系のバヨカセス族（fr）の信仰の地だった。彼はその場所に聖ピエールと聖ポールに捧げられた修道院を建設した。フェヌス山はクリスマット山（mont Chrismat）と名前を変えられた。
サン・ピエール・エ・サン・ポール修道院はのちにサン・ヴィゴール修道院となったが、ノルマン人侵攻によって破壊された。ウィリアム征服王の異父弟、オドン・ド・バイユーが、のちにベネディクト会派修道院として修道院を修復した。

## 人口統計
2017年時点のコミューンの人口は2438人で、2012年当時の人口より16.82%増加した
| 1962年 | 1968年 | 1975年 | 1982年 | 1990年 | 1999年 | 2004年 | 2014年 | 2017年 |
| ------ | ------ | ------ | ------ | ------ | ------ | ------ | ------ | ------ |
| 1195   | 1304   | 1588   | 1752   | 2032   | 1901   | 1949   | 2338   | 2438   |

参照元:1962年から1999年までは複数コミューンに住所登録をする者の重複分を除いたもの。それ以降は当該コミューンの人口統計によるもの。1999年までEHESS/Cassini、2006年以降INSEE

## 史跡
- サン・シュルピス教会 - 13世紀
- サン・ヴィゴール・ル・グラン修道院 - 7世紀。歴史的記念物[11]
- サン・ヴィゴール教区教会 - 18世紀

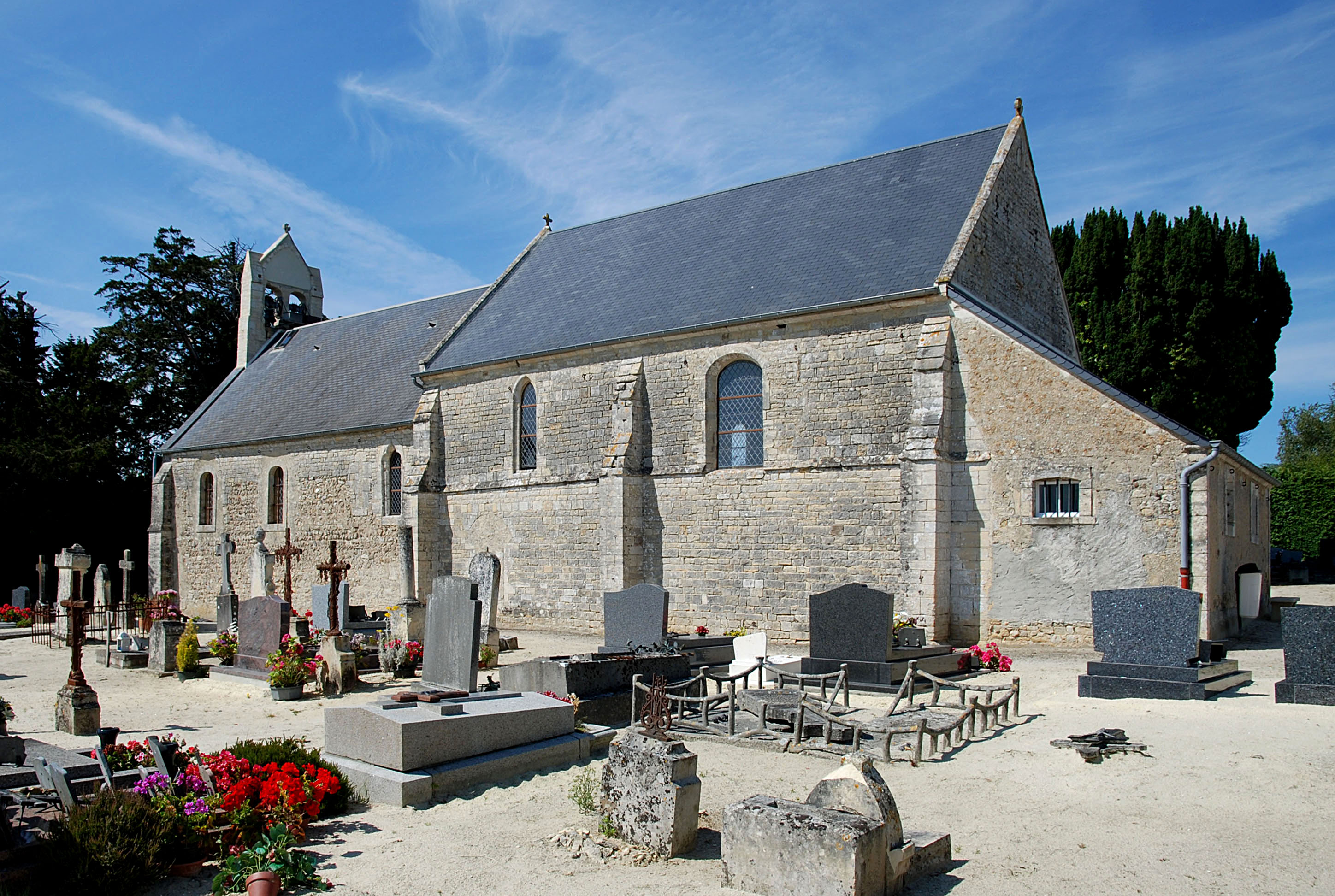
サン・シュルピス教会
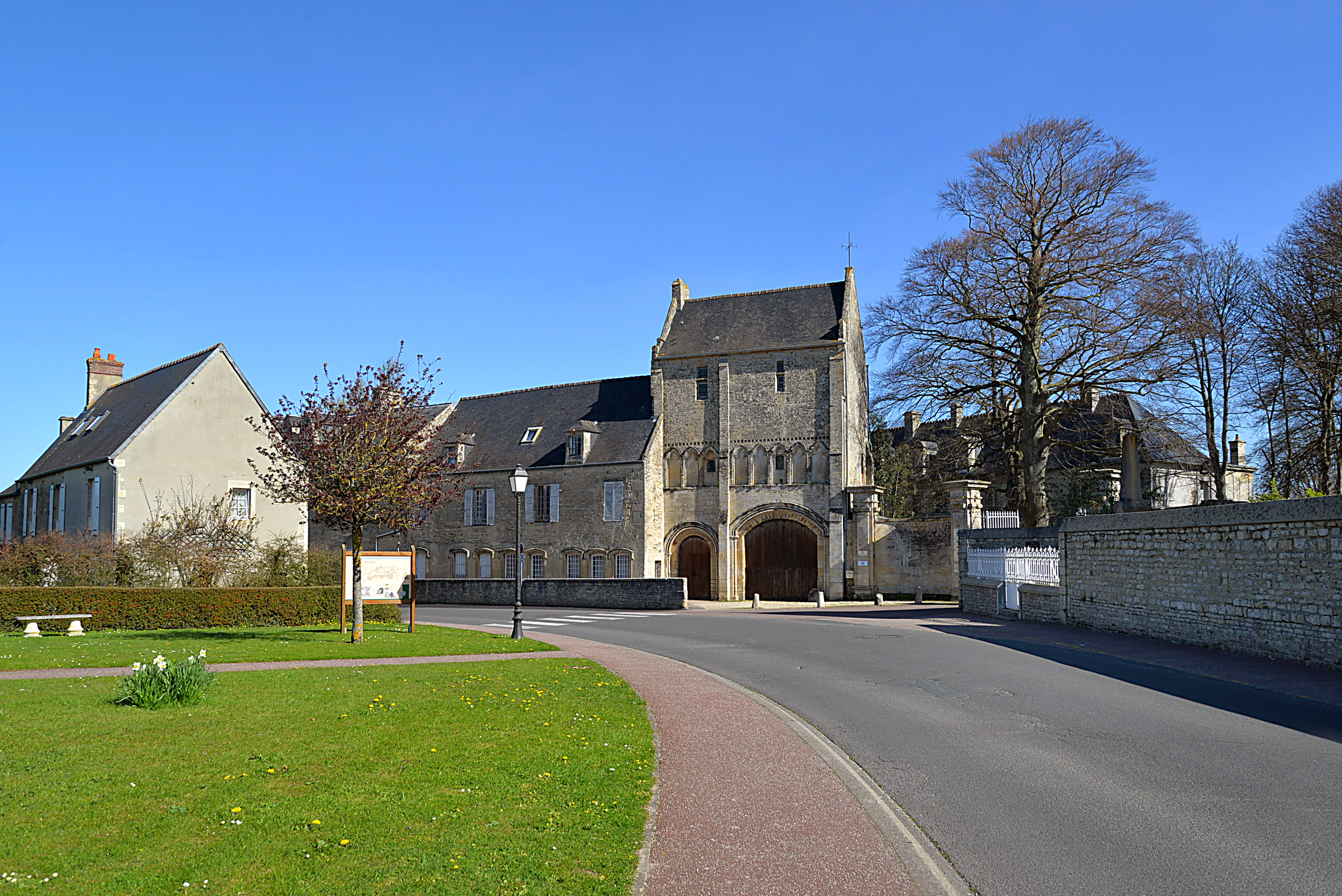
サン・ヴィゴール修道院
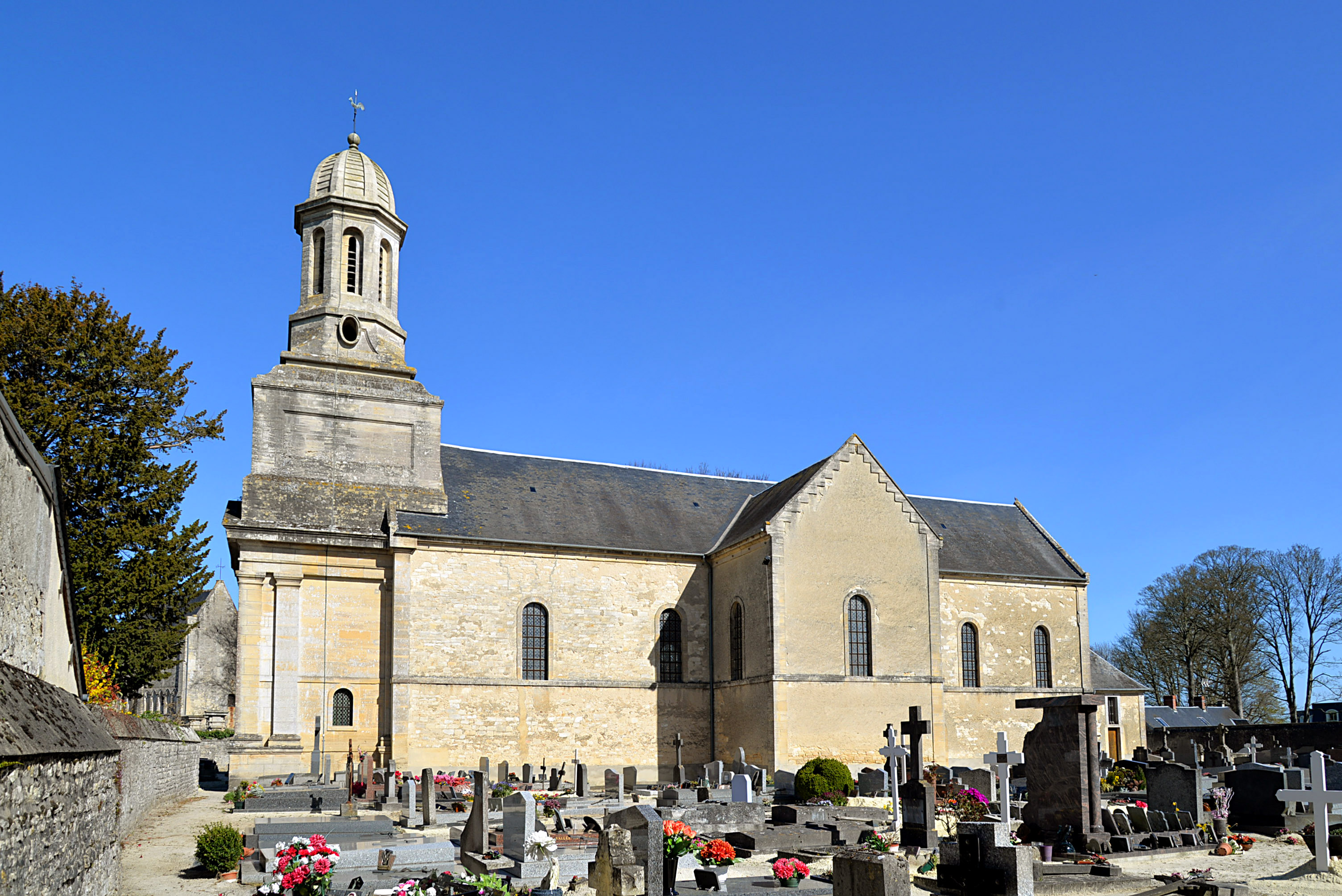
サン・ヴィゴール教会